# Ширли, Дрю
Дрю Ши́рли (англ. Andrew (Drew) Shirley; род. 3 апреля 1974, Пуэрто-Рико, США) — американский музыкант, гитарист альтернативной рок-группы Switchfoot.

## Биография
Родился 3 апреля 1974 года в Пуэрто-Рико, США.
Окончил Калифорнийский баптистский университет, где изучал изобразительное искусство и, в меньшей степени, музыку. Начал играть на гитаре в старшей школе. После окончания колледжа работал с организацией «Молодёжь за Христа» как организатор студенческой жизни.
До прихода в Switchfoot, Дрю Ширли играл на гитаре в христианской рок-группы All Together Separate.
Начал работать со Switchfoot после выпуска в 2003 году их четвёртого студийного альбома The Beautiful Letdown. За это время записал уже два альбома с группой: Nothing Is Sound (релиз состоялся 13 сентября 2005 года) и Oh! Gravity. (26 декабря 2006).
Живёт с женой Дженной и дочерью Лорен в Сан-Диего.